# US Masters
A The Masters Tournament, azaz a US-Masters, a négy major golf torna egyike.
1934 óta rendezik meg, az augusta-i (USA) Augusta National Golf Club szervezésében. A többi major tornával ellentétben a Masters – a PGA TOUR és a PGA European Tour hivatalos eseményeként – meghívásos verseny. A játékosokat a világ legjobbjai közül válogatják össze.
A torna négy fordulóból áll (csütörtöktől vasárnapig), amelyeket 1960 óta a szerdai napon egy rövid pályán tartott par 3 verseny előz meg.

## Green Jacket
1949 óta a győztest egy zöld zakóval (Green Jacket) és egy életre szóló címmel jutalmazzák. A hagyomány szerint, a győzelmi ceremónián a zakót az előző év bajnoka segíti fel a győztesre. Előfordulhat hogy a két személy azonos, mint ahogyan az 1966-ban Jack Nicklaus sikeres címvédése esetében is történt, ő ekkor egyedül vette fel a zakót. Az újabb sorozatgyőztesek, Nick Faldo és Tiger Woods a klubelnöktől kapták meg az ajándékot. A torna végső szakaszához érve, a lehetséges győztesek méretére készült zakók már készen állnak, így a győzelmi ceremóniára késlekedés nélkül sor kerülhet. A győztes, a méretre készült zakót egy évig magánál tarthatja, majd vissza kell juttatnia a klubhoz.

## Győztesek
A tabella élén Jack Nicklaus (6 győzelem), Arnold Palmer és Tiger Woods (mindketten 5 győzelemmel) állnak.
A Rájátszás után szereplő szám a versenyben maradt játékosok számát jelzi.

## Többszörös győztesek
Az alábbi játékosok több alkalommal is megnyerték a tornát:
- 6 győzelem
  - Jack Nicklaus: 1963, 1965, 1966, 1972, 1975, 1986
- 4 győzelem
  - Arnold Palmer: 1958, 1960, 1962, 1964
  - Tiger Woods: 1997, 2001, 2002, 2005
- 3 győzelem
  - Jimmy Demaret: 1940, 1947, 1950
  - Sam Snead: 1949, 1952, 1954
  - Gary Player: 1961, 1974, 1978
  - Nick Faldo: 1989, 1990, 1996
- 2 győzelem
  - Horton Smith: 1934, 1936
  - Byron Nelson: 1937, 1942
  - Ben Hogan: 1951, 1953
  - Tom Watson: 1977, 1981
  - Seve Ballesteros: 1980, 1983
  - Bernhard Langer: 1985, 1993
  - Ben Crenshaw: 1984, 1995
  - Jose Maria Olazabal: 1994, 1999
  - Phil Mickelson: 2004, 2006

## Külső hivatkozások
- http://www.masters.org/